# 碧水駅
碧水駅（へきすいえき）は、かつて北海道雨竜郡北竜町碧水にあった日本国有鉄道（国鉄）札沼線の駅（廃駅）である。事務管理コードは▲120213。

## 歴史
- 1931年（昭和6年）10月10日 - 札沼北線石狩沼田 - 中徳富（初代、現在の新十津川）間開通と同時に開業[3]。一般駅[1]。
- 1944年（昭和19年）7月21日 - 太平洋戦争激化に伴い不要不急線として休止[1]。
- 1956年（昭和31年）11月16日 - 雨竜 - 石狩沼田間復活により当駅が復活[1]。札沼線が全線復旧。
- 1964年（昭和39年）4月1日 - 業務委託化。
- 1972年（昭和47年）6月19日 - 札沼線新十津川 - 石狩沼田間廃止に伴い廃駅となる[1]。

### 駅名の由来
地名より。
由来について、札幌鉄道局が1939年（昭和14年）に編纂した『駅名の起源』では、開拓者渡邊八右衛門が1903年（明治36年）に同地に小学校を設置した際、住民が同氏を讃えてその雅号である「盤水」を校名としたが、同一名の学校があったため「碧水」と改められ、その後地名ともなったもの、と紹介している。
しかし、当駅廃止後の1973年（昭和48年）に『駅名の起源』の新版として国鉄北海道総局が発行した『北海道　駅名の起源』では、水が濁っている雨竜郡の一帯で、この地方だけ水が澄んでいることから、という説を示している。

## 駅構造
駅舎は札幌に向かって右手の西側に設置され、駅舎前に単式ホーム1面1線と短めの副本線、駅舎横石狩沼田側の貨物ホームへ1本の引込線を有していた。

## 駅跡
用地は民間に払下げられ、旧駅舎が倉庫として使用されている。

## 周辺
国道275号と国道233号が交差する交通の要衝であり、一定のまとまりのある集落となっている。
- 北海道中央バス（高速るもい号）・道北バス・沿岸バス「碧水」停留所（国道233号沿い）[7]
- 北竜町営バス（北竜追分線）「碧水市街」停留所（国道275号沿い）[8]

## 隣の駅
日本国有鉄道
札沼線
中ノ岱駅 - 碧水駅 - 北竜駅